# Gustavo Reisoli
Gustavo Reisoli Matthieu di Pian Villar (Torino, 5 giugno 1887 – Torino, 29 novembre 1955) è stato uno storico, scrittore, giornalista e generale italiano.

## Biografia
Nato a Torino nel 1887 da famiglia nobile, fu nominato sottotenente di fanteria nel 1907. In seguito frequentò la scuola di guerra e partecipò alla campagna di Libia.
Allo scoppio della prima guerra mondiale era capitano del corpo di stato maggiore, giungendo al grado di maggiore. 
Il figlio Enrico (Parma, 12 marzo 1912 - 18 aprile 1993) partecipo' alla Guerra Civile di Spagna da Tenente i. g. s. come Comandante della Cavalleria del Gruppo Celere Esplorante.
Agli inizi della seconda guerra mondiale era generale di brigata, quale Capo di S.M. della 7ª Armata, Vicecomandante della 52ª Divisione fanteria autotrasportabile "Torino" a Civitavecchia, Comandante del Raggruppamento celere "Superga", comandante della Guardia alla frontiera della 4ª Armata.
In seguito, dall'11 febbraio 1941 al 4 maggio 1943 fu Comandante della 7ª Divisione fanteria "Lupi di Toscana", conquistando una medaglia d'argento al valor militare sul fronte greco-albanese e portando la sua unità in Calabria, Liguria e Provenza. 
Dal maggio 1943 ebbe il comando del XIII corpo d'armata in Sardegna come generale di divisione, con sede a Nuraminis (Cagliari).
Dopo l'armistizio di Cassibile collaborò presso lo stato maggiore generale di Brindisi alla ricostruzione delle forze armate e fu capo ufficio stampa del cosiddetto Regno del Sud.
Successivamente fu Comandante dei campi di riordinamento a Lecce e del Comando italiano 212 a Napoli.
Fece parte del comitato centrale della AIL (Armata Italiana della Libertà), organizzazione segreta di tipo stay-behind fondata nel 1947 da Ettore Musco (futuro direttore del SIFAR) in funzione anticomunista sul cui scheletro fu poi costituita Gladio.
Concluse il servizio nell'esercito come generale di corpo d'armata nella riserva.
Fu conferenziere e autore di numerosi libri di tema storico-bellico, nonché di alcune poesie e romanzi.
Fu anche uno degli autori novecenteschi della prima fantascienza italiana tra le due guerre col suo romanzo fantapolitico La disfatta dei mostri (1940), romanzo "ascrivibile al filone delle guerre future" - secondo Riccardo Valla - che "descrive l'inevitabile conflitto nel 1980 tra Silvania e Viridonia, opposte da due credo inconciliabili, ed il prevalere della più piccola Silvania, il David che abbatte il gigante Golia."
Morì nella propria città natale, Torino, nel 1955, all'età di 68 anni.

## Opere
(parziale)

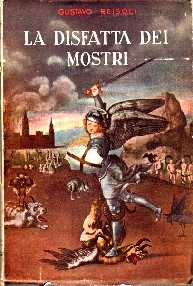
Copertina del romanzo di Gustavo Reisoli La disfatta dei mostri, Società Italiana Tipografica, 1940.

- Medioevo nel castello di Santa Severa presso Civitavecchia, Torino, Tip. Baravalle e Falconieri, 1905 (poesie)
- Il Principe Splendore, Carpigiani & Zipoli, 1928
- Ardant du Picq, Officina grafica P. Scarrone, Torino, 1929
- Sprazzi, bagliori e fiamme, Officina Grafica Pasquale Scarrone, Torino, 1931
- La conquista di Plava, Ufficio Storico del Comando del Corpo di Stato Maggiore, Roma, 1932
- Il ritorno del Duca, 1932
- La guerra dei cento anni, Torino, Tip. E. Schioppo, 1934[10]
- Unicuique suum, Roma, 1938 (sull'esercito romano)[11]
- L'esercito nella Mostra augustea della romanità, Tipografia Regionale, Roma, 1938 (su esposizione sull'esercito romano)
- Ciò che "si ascolta" nella Mostra augustea della romanità, Tipografia Regionale, Roma, 1938 (su esposizione sull'esercito romano)
- Contro corrente, Apuana, Piacenza, 1939
- La disfatta dei mostri, Società Italiana Tipografica, 1940
- Fuoko su Adolfo, fuoko su Benito, con prefazione del gen. Anacleto Bronzuoli, Collana di opere storiche 4, Rispoli, Napoli, 1948
- Il principe dell'amba alagi, Torino, Ed. Superga (Tip. Quartara), 1951
- Testa di ferro (Emanuele Filiberto di Savoia). Il vincitore di San Quintino, Roma, F.E.R.T. 1953
- Viaggio alle isole occidue, con introduzione di Angiolo Biancotti, Milano, M. Gastaldi (Tip. Saste, Soc. An. Stab. Tip. Editoriale), 1955
- Dallo Stretto al Volturno, ne Il Generale Giuseppe Garibaldi, Roma, USSME, 2007